# Матео Бартоли
Матео Джулио Бартоли (Matteo Giulio Bartoli) е италиански лингвист, един от малцината изследователи на далматинския език. Завършва Виенския университет. В своя труд Das Dalmatische (1906) той представя единственото известно цялостно описание на този вече изчезнал език. За изследването си използва данни, събрани през 1897 година от последния носител на езика, Туоне Удайна, който умира от взривена мина през 1898 година. Професор в Торинския университет от 1907 година до смъртта си.
Други негови произведения:
- 1925: Introduzione alla neolinguistica („Увод в неолингвистиката“)
- 1945: Saggi di linguistica spaziale („Есета по пространствена лингвистика“)